# 蒙库尔-弗罗蒙维尔
蒙库尔-弗罗蒙维尔（法語：Montcourt-Fromonville，法語發音：[mɔ̃kuʁ fʁɔmɔ̃vil] ⓘ）是法国塞纳-马恩省的一个市镇，属于枫丹白露区。该市镇由蒙库尔（Montcourt）、弗罗蒙维尔（Fromonville）等村镇组成。

## 地理
蒙库尔-弗罗蒙维尔（48°18'20"N, 2°42'13"E）面积8.17 平方千米，位于法国法蘭西島大區塞纳-马恩省，该省份为法国北部内陆省份，北起瓦兹省，西接埃松省、马恩河谷省、塞纳-圣但尼省和瓦兹河谷省，南至卢瓦雷省，东南接约讷省，东临马恩省和奥布省，东北接埃纳省。
与蒙库尔-弗罗蒙维尔接壤的市镇（或旧市镇、城区）包括：农维尔、圣皮埃尔莱讷穆尔、达尔沃、拉热讷夫赖、卢万河畔格雷。

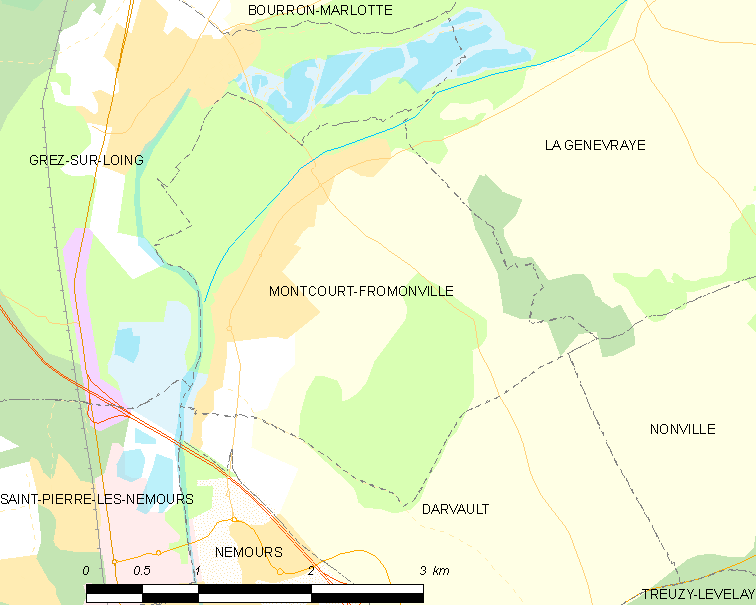
蒙库尔-弗罗蒙维尔的OSM定位图

蒙库尔-弗罗蒙维尔的时区为UTC+01:00、UTC+02:00（夏令时）。

## 行政
蒙库尔-弗罗蒙维尔的邮政编码为77140，INSEE市镇编码为77302。

## 政治
蒙库尔-弗罗蒙维尔所属的省级选区为讷穆尔县。

## 人口

1962-2008年间蒙库尔-弗罗蒙维尔人口变化图示

蒙库尔-弗罗蒙维尔于2022年1月1日时的人口数量为1908人。